# 南境貝塚
南境貝塚（みなみざかいかいづか）は、宮城県石巻市にある縄文時代早期～晩期の貝塚である。

## 概要
研究史は古く、大正時代には毛利総七郎・遠藤源七による調査が行われた。山内清男による1929年頃の縄文土器型式編年表には、「ダイギ10＝境1式」、「オオボラPreB３＝境2式」と記載され、それぞれのちの縄文時代中期末葉、後期前葉の標式となる土器型式として示された。なお、ここでいう「境」は南境貝塚のことである。しかし、1937年に完成した山内清男の縄文土器編年表には用いられず、陸前の後期編年は「（+）（+）（+）（+）」とだけ記された。
戦後の1957年、伊東信雄は『宮城県史』第1巻中の縄文土器型式編年で、後期は南境式・宝ヶ峯式・金剛寺式の3型式からなることが示された。同じく1957年には、里浜貝塚の発掘調査成果に基づく縄文後期編年「宮戸島編年」が後藤勝彦によって示された。山内清男編集の1964年『日本原始美術１』の後期編年は伊東信雄の編年表をほぼ取り入れ、南境、宝ヶ峰、（新地）、金剛寺とした。1965年には林謙作の縄文土器編年が示され、後期は後藤勝彦の「宮戸島編年」をほぼ取り入れた形とした。
南境貝塚は1966～68年の5次にわたって土取り・開田工事に伴う宮城県教育委員会による事前調査が行われ、発掘調査を担当した後藤勝彦がその調査成果をまとめている。出土土器のほとんどは在地の土器であるが、関東地方の連弧文土器（縄文中期）と北陸地方の三十稲場式土器（縄文後期）の異系統土器がわずかに含まれている。南境貝塚出土の大型中空土偶はその層位から年代も中期後葉に特定することができ、東北地方における中期中空土偶の編年の基準となる重要資料である。
自然遺物の調査は、金子浩昌によって行われ、100種以上の動物遺存体が検出され、縄文時代の生業研究にも大きな影響を与えた。また、南境貝塚は骨角器研究でも著名であり、特に楠本政助(1960）によって「古式離頭銛」、渡辺誠(1984）によって「南境型離頭銛頭」の型式分類が行われ、現在でも指標の一つとされている。